# Дъглас Хейг
Дъглас Хейг, 1-ви граф Хейг (на английски: Douglas Haig, 1st Earl Haig) е британски фелдмаршал, главнокомандващ на британските войски във Франция през по-голямата част от Първата световна война. Стратегията му, включваща изтощение на врага (понякога обобщавана като „убивай повече германци“), води до огромен брой британски жертви и малък териториален напредък през 1916 – 1917 г. Това прави личността му силно противоречива. Наричан е „Касапинът от Сома“ заради двата милиона британски жертви, дадени под негово командване.

## Биография
Роден е на 19 юни 1861 г. в Единбург, Шотландия. В периода 1880 – 1883 г. учи политическа икономика, древна история и френска литература в Оксфордския университет. По това време се присъединява към масонска ложа. Възпитаник на Кралското военно училище, Хейг се сражава във въстанието на махдистите в Судан през 1898 г. и във Втората англо-бурска война през 1899 – 1902 г. След това служи на административни постове в Британска Индия. Докато е назначен във военното министерство като директор на военното обучение (1906 – 1909), той помага на военния министър Ричард Холдейн да състави генерален щаб, да сформира Териториалната армия като полезна резерва и да организира експедиционна сила за евентуална бъдеща война на континенталната част от Европа.
По време на избухването на Първата световна война през лятото на 1914 г., Хейг оглавява 1-ви корпус на Британската експедиционна сила в северната част на Франция, а в началото на 1915 г. е назначен за командир на 1-ва армия. На 17 декември същата година наследява сър Джон Френч като главнокомандващ на Британската експедиционна сила. В периода юли – ноември 1916 г. впуска голям брой войници в неуспешната офанзива при река Сома. В битката загиват 420 000 британски военнослужещи. На следващата година, когато французите решават да заемат отбранителна позиция до пристигане на подкрепления от САЩ, Хейг решава да победи германците чрез чисто британска офанзива в Белгия. В последвалата Пашендейлска битка (юли – ноември 1917 г.), броят на жертвите шокира британската общественост. Макар да не успява да достигне целта си (белгийския бряг), той отслабва немските сили и спомага за поставяне на основите на поражението им през 1918 г.
Към края на 1916 г. е повишен на фелдмаршал. Получава безрезервната подкрепа на крал Джордж V, но не и от встъпилия през декември министър-председател Дейвид Лойд Джордж. От декември до май 1917 г. Хейг е неволно подчинен на френския генерал Робер Нивел, който е главнокомандващ на съюзническите сили на Западния фронт. През март 1918 г. Хейг спомага за назначаването на друг френски генерал, Фердинанд Фош, за главнокомандващ. Двамата се сработват добре, като Хейг упражнява пълен тактически контрол над британски армии, което не е случая при ръководството на Нивел. След като допринася за възпирането на последната германска офанзива през войната (март – юли 1918 г.), Хейг продължава да води победоносния поход на силите на Антантата в битката при Амиен на 8 август 1918 г. и стодневната офанзива до края на войната през ноември.
След войната, Хейг организира Британския легион и пътува из Британската империя, събирайки пари за нуждаещите се бивши военнослужещи. През 1919 г. получава титлата граф. Умира на 29 януари 1928 г. от инфаркт.